# One-Two-GO航空269號班機空難
一二走航空269號班機（OG 269）是一班由泰國曼谷廊曼機場飛往泰國布吉國際機場的一二走航空國內線定期航班。2007年9月16日下午14:00-15:20，該機由曼谷飛往布吉途中疑遇上風切變，降落布吉機場時滑出跑道撞向大樹，機身斷成兩截，爆炸着火，至少89人死亡。

## 其他
這是涉入MD-80型客機的第18次空難，當中14次有人命傷亡。

## 外部連結
- Aircraft Accident Investigation Committee, Ministry of Transport of Thailand:
  - Final report(（页面存档备份，存于）) （英文）
  - "INTERIM REPORT ONE TWO GO AIRLINES COMPANY LIMITED MCDONNELL DOUGLAS DC-9-82 (MD-82) HS-OMG PHUKET INTERNATIONAL AIRPORT THAILAND 16 SEPTEMBER 2007." AAIC () （英文）
- 普吉島空難 泰平價班機88死[永久]
- Airliners.net HS-OMG的照片
- 泰空難死亡人數修定為89人[永久]
- 泰墜機疑因遇上風切變[永久]